# Рожева мечеть (Казань)
Рожева мечеть (тат. Ал мәчет; Десята соборна, У татарського кладовища, Низенька бухарська, Зелена) — мечеть в Ново-Татарській слободі Казані. Побудована в 1906 році на кошти купця Мухаммед-Садика Галікеєва. Закрита в 1931 році. Архітектор невідомий. Назву отримала за кольором стін. Знаходиться за адресою вул. М. Гафурі, 67.
З 1998 року будівлю колишньої мечеті передано Медресе імені 1000-річчя прийняття Ісламу.

## Історія мечеті
У 1905—1906 роках купець 1-ї гільдії Мухаммед-Садик Мухаммед-Сафович Галікеєв побудував нині існуючу будівлю мечеті. Постановою ЦВК Татреспубліки від 22 липня 1931 року мечеть була закрита, будівля використовувалася не за призначенням (профілакторій). Двосвітний зал був розділений перекриттям на два поверхи з переробкою арочних вікон на великі прямокутні. Верхній циліндр і намет мінарету були розібрані. Постановою Кабінету Міністрів Татарської РСР № 337 від 31.07.1991 року визнана пам'яткою архітектури. Відновлена в 2000-і роки.

## Історія махалли
За повідомленням Ш. Марджані на місці Рожевої мечеті раніше перебувала Низенька мечеть, побудована на кошти купця М. А. Апанаєва в 1808 році.

## Архітектура
Мечеть відноситься до типу зальної з наземним мінаретом, прибудованим до північного фасаду. Двосвітла цегляна прямокутна будівля мечеті під четирьохскатним дахом. Вхід розташований в основі мінарету з північного боку. Двосвітний антресольний зал з склепінчастим перекриттям висвітлювався двома рядами вікон. Квадратний четверик основи мінарету включає вестибюль. Із західного і східного боку до нього примикають два об'єми, з яких в правому розміщувалися сходи на антресолі і гвинтові сходи мінарету, в лівому — службове приміщення. Зрізана пірамідальна форма з трикутними скосами у верхній частині і круглими отворами в основі служить переходом від четверика до восьмигранного ярусу, на якому розташовувався більш вузький циліндр з круговим балконом. Останній ярус був увінчаний пишним сталактитовим карнизом і високим ребристим шатром на невисокому восьмерику з балконом, що має ажурну ковану огорожу. Оформлення фасадів витримано в стилі еклектики національно-романтичного напряму з переважанням «східних» мотивів.